# Халасьпугор
Халасьпугор (также Халаспугор) — упразднённое село в Приуральском районе Ямало-Ненецкого автономного округа России.

## География
Расположен на берегу Малой Оби.
Улиц нет.
Расстояние до районного центра: Аксарка 23 км
Расстояние до областного центра: Салехард 45 км
Расстояние до столицы: Москва 1793 км
Расстояния до аэропорта: Салехард — 43 км.
Ближайшие населенные пункты: Вылпосл 14 км, Харсаим 17 км, Аксарка 22 км,

## Население
| 1989 | 2002 | 2010 |
| ---- | ---- | ---- |
| 52   | ↘30  | ↗40  |

В 2005 г. — 27 ненцев, 16 хантов. В 2010—2014 гг. — 40 жителей.

## Название
По-хантыйски населенный пункт называется Халась пухыр курт, то есть «Селение кладбищенского острова» (халась — «кладбище», пухыр — «остров», курт — «селение»).

## История
Некогда находился рыбопромысловый участок Аксарковского рыбозавода.
С 2005 до 2021 гг. входило в состав Аксарковского сельского поселения, упразднённого в 2021 году в связи с преобразованием муниципального района в муниципальный округ.
В конце 2021 года село упразднено в связи с опустением..

## Инфраструктура
Рыбацкое поселение. Действовала (на 2016 год) рыбодобывающая община РО КМНС «Сядай», НО Семейная община КМНС «Круптинские», отсутствовала система питьевого водообеспечения.